# Кузьмин, Дмитрий Наумович
Дмитрий Наумович Кузьмин (1 июля 1902, с. Михайловское, Приморская область, Российская империя — 26 января 1976, Москва, СССР) — советский военачальник, генерал-майор (27.06.1945).

## Биография
Родился 1 июля 1902 года в селе Михайловское, ныне в Приморском крае. Русский.

### Военная служба

#### Гражданская война
10 ноября 1921 года в городе Благовещенск добровольно вступил в Народно-революционную армию Дальневосточной Республики и зачислен красноармейцем в 4-й кавалерийский пограничный полк (стоял на границе на ст. Константиновка Амурской обл.). В феврале — марте 1922 года в составе сводного отряда от полка под командованием Очкасова участвовал в боях и походах против белогвардейского отряда генерала К. В. Сахарова. После ухода белых в Маньчжурию отряд был переброшен в Хабаровск и затем влился в состав 1-го Читинского кавалерийского дивизиона 1-й Читинской стрелковой бригады. В его составе воевал против каппелевцев и банд в Приморье. С сентября 1922 года служил в 5-м Амурском, а с ноября — в 4-м Волочаевском стрелковых полках в Хабаровске.

#### Межвоенные годы
В октябре 1923 года зачислен курсантом во Владивостокскую пехотную школу. В августе 1926 года окончил её и назначен в 63-й стрелковый Краснознаменный полк им. М. В. Фрунзе 21-й Пермской стрелковой дивизии в городе Барнаул, где проходил службу командиром стрелкового взвода и взвода полковой школы, командиром и политруком роты. Член ВКП(б) с 1926 года. В составе дивизии принимал участие в боевых действиях на КВЖД. С декабря 1931 года по май 1932 года находился на курсах «Выстрел», затем был назначен помощником начальника 8-го отдела штаба ПриВО. С апреля 1933 года исполнял должность начальника и комиссара команды одногодичников при штабе округа. В мае 1935 года зачислен слушателем в Военную академию РККА им. М. В. Фрунзе. В сентябре 1938 года окончил её и назначен начальником штаба 55-й стрелковой дивизии в городе Курск. Принимал участие в Советско-финской войне и освободительном походе в Западную Белоруссию. С 4 октября 1940 года командирован на учёбу в Академию Генштаба Красной Армии.

#### Великая Отечественная война
С началом войны 22 июля 1941 года выпущен из академии с дипломом и направлен в распоряжение главнокомандующего войсками Северо-Западного направления. С сентября подполковник Кузьмин исполнял должность старшего помощника начальника оперативного отдела штаба Ленинградского фронта. В июне — июле 1942 года был
начальником штаба 55-й армии, затем исполнял должность заместителя начальника штаба армии. С мая 1943 года полковник Кузьмин занимал должность заместителя начальника штаба по ВПУ 23-й армии Ленинградского фронта. В этих должностях участвовал в битве за Ленинград. 26 мая 1943 года назначен начальником штаба 43-го стрелкового корпуса, формировавшегося в Ленинграде. Корпус вошел в состав 2-й ударной армии и находился в обороне юго-восточнее Шлиссельбурга. С 16 июля корпус был подчинен 67-й армии и участвовал в Мгинской наступательной операции. После её окончания управление корпуса было выведено в распоряжение Приморской оперативной группы Ленинградского фронта. Приняв новые соединения, в ноябре корпус вошел в состав 2-й ударной армии и с 14 января участвовал в Ленинградско-Новгородской, Красносельско-Ропшинской наступательной операции. За боевые отличия в этой должности полковник Кузьмин был награждён орденами Отечественной войны 1-й степени и Красного Знамени. В марте — апреле соединения и части корпуса вели бои в составе 8-й, затем вновь 2-й ударной армий и участвовали в освобождении территории Ленинградской области и Эстонии. В июне 1944 года он был выведен во фронтовое подчинение и переброшен на Карельский перешеек, затем передан 59-й армии и участвовал в Выборгской наступательной операции, в высадке десанта по овладению островами Выборгского залива. С 24 сентября 1944 года и до конца войны командовал 80-й стрелковой Любанской дивизией. Её части в составе 59-й армии Ленинградского фронта находились на Карельском перешейке и занимали оборону по юго-восточному побережью Выборгского залива, в октябре — ноябре строили оборонительный рубеж северо-западнее и западнее Выборга. В конце декабря дивизия вместе с армией была переброшена на 1-й Украинский фронт в район юго-западнее Лежайск и с января 1945 года с сандомирского плацдарма участвовала в Висло-Одерской, Сандомирско-Силезской, Нижнесилезской, Верхнесилезской и Пражской наступательных операциях. Указом ПВС СССР от 5 апреля 1945 года за отличия в боях по овладению центральными городами Домбровского угольного бассейна она была награждена орденом Кутузова 2-й степени.
За время войны комдив Кузьмин был три раза персонально упомянут в благодарственных приказах Верховного Главнокомандующего.

#### Послевоенная карьера
После войны с 20 июля 1945 года полковник Кузьмин исполнял должность начальника военного отдела советской части Союзнической контрольной комиссии по Австрии в городе Вена, а с ноября был начальником курсов усовершенствования офицеров пехоты Красной армии ЦГВ в городе Баден (Австрия). В июне 1947 года генерал-майор Кузьмин переведен на преподавательскую работу в Военную академию им. М. В. Фрунзе, с августа 1948 года там же занимал должность старшего преподавателя по оперативно-тактической подготовке и тактического руководителя учебной группы. С апреля 1949 года был заместителем начальника, а с сентября — начальником кафедры общей тактики и специальных родов войск в Военном педагогическом институте Советской армии. 2 декабря 1952 года уволен в запас.
Умер 26 января 1976 года. Похоронен на Долгопрудненском кладбище.

## Награды
СССР
- орден Ленина (30.04.1947)[5]
- три ордена Красного Знамени (17.02.1944[6], 03.11.1944[5], 13.06.1952[5])
- орден Кутузова II степени (06.04.1945)[7]
- орден Отечественной войны I степени (13.10.1943)[8]

медали в том числе:
- «За оборону Ленинграда» (1943)
- «За победу над Германией в Великой Отечественной войне 1941—1945 гг.» (15.08.1945)[9]

Приказы (благодарности) Верховного Главнокомандующего в которых отмечен Д. Н. Кузьмин.
- За овладение городами Сосновец, Бендзин, Домброва-Гурне, Челядзь и Мысловице — крупными центрами Домбровского угольного района. 27 января 1945 года. № 259.
- За овладение центром Домбровского угольного района городом Катовице, городами Семяновиц, Крулевска Гута (Кенигсхютте), Миколув (Николаи). Захват в немецкой Силезии крупного промышленного центра города Беутен и завершение тем самым полного очищения от противника Домбровского угольного района и южной части промышленного района немецкой Верхней Силезии. 28 января 1945 года. № 261.
- За прорыв обороны, разгром группы немецких войск юго-западнее Оппельна и овладении в немецкой Силезии городами Нойштадт, Козель, Штейнау, Зюльц, Краппитц, Обер-Глогау, Фалькенберг и 400-ми населенными пунктами. 22 марта 1945 года. № 305.

Других государств
- Рыцарский крест ордена «Виртути Милитари» (ПНР)
- орден «Крест Грюнвальда» III класса (ПНР)
- Медаль «За Одер, Нейсе, Балтику» (ПНР)